# Времеви парадокс
Времевият парадокс е парадокс, очевидно логическо противоречие, свързано с идеята за пътуване във времето.

## Парадокс за дядото
Парадоксът на дядото гласи следното: ако човек пътува назад във времето и убие дядо си, преди последният да е срещнал бабата на пътешественика във времето, то един от родителите на пътешественика, следователно и самият той, никога не е бил роден. Тоест той никога не се е върнал във времето и дядо му е жив, а за да убие дядо си, пътешественикът все пак е съществувал. Така изглежда, че от всяка възможност следва нейното отрицание, което създава логичен парадокс.